# Melipotis gubernata
Melipotis gubernata är en fjärilsart som beskrevs av Walker 1857. Melipotis gubernata ingår i släktet Melipotis och familjen nattflyn. Inga underarter finns listade i Catalogue of Life.